# Sân bay Kỳ Phong Lĩnh Quế Lâm
Sân bay Kỳ Phong Lĩnh Quế Lâm là một sân bay ở Quế Lâm, một thành phố nằm trong khu tự trị Quảng Tây của Trung Quốc. Được xây dựng vào năm 1958, sân bay ban đầu phục vụ tất cả các tuyến thương mại đến Quế Lâm. Sân bay không đáp ứng được sự gia tăng nhanh chóng của khách du lịch đến thành phố trong những năm 1990. Do đó, Sân bay Quốc tế Lưỡng Giang Quế Lâm đã được mở cửa vào năm 1996 và tất cả các chuyến bay thương mại đã chuyển sang sân bay mới.

## Lịch sử
Trong Thế chiến II, sân bay này được biết đến như Sân bay Kweilin và đã được Lực lượng Không quân Hoa Kỳ số 14 Hoa Kỳ sử dụng như một phần của Chiến dịch Phòng thủ Trung Quốc (1942-45). Kweilin là trụ sở của Nhóm máy bay chiến đấu thứ 23, "Flying Tigers" vào cuối năm 1943 và suốt năm 1944 và cũng là đơn vị chỉ huy và điều khiển của nhóm này. Đơn vị này vận hành P-40 Warhawk và các máy bay ném bom P-51 Mustang từ sân bay, tấn công mục tiêu ở Nhật Bản và hỗ trợ các đơn vị quân đội Trung Quốc. Để hỗ trợ các đơn vị chiến đấu, Kweilin cũng là trụ sở của Nhóm Khảo sát số 8, hoạt động bằng máy bay P-38 Lightning do thám với một loạt các máy quay bản đồ để thu thập thông tin tình báo tại khắp Nhật Bản. Nhóm "Flying Tigers" rời căn cứ vào cuối năm 1944, bị thay thế bởi các thành viên của CACW, sử dụng các máy bay tiêm kích B-25 Mitchell và P-51 Mustang vào các nhiệm vụ chiến đấu cho tới khi kết thúc chiến tranh vào Tháng Chín năm 1945. Người Mỹ đóng cửa cơ sở của họ sau khi chiến tranh kết thúc vào tháng Chín năm 1945.
Sân bay Kỳ Phong Lĩnh được xây dựng lại vào năm 1958, phục vụ giao thông hàng không dân sự và quân sự. Trong những năm 1990, lượng khách du lịch đến Quế Lâm đã tăng đáng kể. Đa số khách du lịch đến từ Hồng Kông, Ma Cao và Đài Loan và đến Quế Lâm bằng đường hàng không. Năm 1982, sân bay Kỳ Phong Lĩnh đón nhận 471.200 hành khách; vào năm 1991, sân bay đã vận chuyển 1.456.000 hành khách và phục vụ 16 hãng hàng không.  Đường băng và đường dẫn cũng như bãi đỗ của sân bay không đáp ứng được lượng khách ngày càng tăng. Việc xây dựng một sân bay mới bắt đầu vào năm 1993 và đã được hoàn thành vào năm 1996. Các chuyến bay thương mại chuyển đến sân bay Quốc tế Lưỡng Giang khi sân bay này mở cửa trong vào tháng Mười năm 1996.

## Sân bay
Sân bay Kỳ Phong Lĩnh có một đường lăn tiêu chuẩn 18/36 với chiều dài 2,300m rộng 45m (7,546 ft × 148 ft).

## Tai nạn
- Ngày 26 tháng 4 năm 1982, một chiếc Hawker Siddeley Trident 2E số hiệu CAAC 3303 đang trên đường đến sân bay thì rơi xuống một ngọn núi thuộc Huyện tự trị dân tộc Dao Cung Thành, cách Quế Lâm khoảng 60 km (37 dặm) về phía đông nam. Tất cả 112 hành khách và phi hành đoàn đã thiệt mạng. [7][8]
- Ngày 14 tháng 9 năm 1983, một chiếc CAAC Hawker Siddeley Trident 2E đang cất cánh trên đường băng thì bị một chiếc Harbin H-5 thuộc quân đội Trung Quốc đâm vào, gây ra một lỗ lớn ở phía bên phải của Trident và khiến 11 hành khách thiệt mạng.[9]
- Vào ngày 24 tháng 11 năm 1992, một chiếc máy bay Boeing 737-300 đang vận hành chuyến bay số hiệu 3943 của hãng hàng không China Southern Airlines đã rơi trong khoảng 15 dặm (24 km) từ Quế Lâm trong khi đang trên đường đến sân bay Kỳ Phong Lĩnh. Vụ việc làm tất cả 141 hành khách thiệt mạng.[10][11]